# Giovanni Andrea Donducci
Giovanni Andrea Donducci, detto il Mastelletta (Bologna, 14 febbraio 1575 – 1655), è stato un pittore italiano barocco appartenente alla scuola bolognese di pittura.

## Biografia
Nato da una famiglia piccolo borghese - il padre era un piccolo artigiano, fabbricante di mastelli - compie il proprio apprendistato presso l'accademia dei Carracci, assieme a Domenico Zampieri (detto il Domenichino), a Lucio Massari e, probabilmente, anche a Francesco Albani.
Tra il 1613 ed i 1614 contribuirà alla decorazione dalla cappella dedicata a San Domenico, presso la Basilica di San Domenico a Bologna; in questa occasione dipingerà, sulla facciata di destra, Il miracolo dei quaranta annegati (1613), mentre su quella di sinistra affrescherà la Resurrezione del giovane Napoleone Orsini (1614). Inoltre affrescò i santi patroni di Bologna - San Procolo, San Petronio, San Floriano e San Francesco - nella cupola del Duomo della città. La sua ultima opera documentata (1639) è la pala d'altare della "Madonna del Giglio" nella chiesa di San Pietro a Reggio Emilia.

## Altre opere
- Elemosina di una Santa (1610 - 1612), olio su tela, Pinacoteca Nazionale di Bologna
- Gesù Cristo servito dagli angeli (1615 - 1617), olio su tela, conservato presso la sagrestia della chiesa di Santa Maria di Galliera, Bologna
- Cristo risorto che appare alla Madre, Pinacoteca Parmigiani, Bedonia
- Deposizione di Cristo, Abbazia di Santa Maria del Monte di Cesena
- San Cristoforo, Museo diocesano di Carpi

## Curiosità
Il pittore Giovanni Maria Tamburini (Bologna, 1553 - 1612) si attribuì lo pseudonimo di pseudo-Mastelletta.